# Гибка
3М-47 «Гибка» (индекс ГРАУ — 3М-47) — российский корабельный комплекс управляемого вооружения (КУВ), представляющий собой турельную установку с автоматизированной системой управления, оснащённую опто-электронной системой обнаружения и сопровождения, а также комплектами аппаратуры и пусковых модулей «Стрелец» (с ракетами типа «Игла» или «Верба») и комплектами пусковых установок ПТУР (с ракетами типа «Атака»).
Принят на вооружение в 2006 году в качестве зенитного ракетного комплекса (ЗРК) ближнего действия, а также в качестве противотанкового ракетного комплекса (ПТРК) для установки на кораблях, катерах и боевых машинах различного производства и назначения всех видов вооружённых сил и отдельных родов войск.

## История создания
3М-47 был разработан в 2004—2005 годах Морским научно-исследовательским институтом радиоэлектроники «Альтаир».
Испытания комплекса проходили с 2005 по 2006 год на малом артиллерийском корабле проекта 21630 «Астрахань».
Впервые широкой публике КУВ был представлен на Военно-морском салоне IMDS-2005.
В 2006 году комплекс принят на вооружение Вооружённых сил Российской Федерации.

## Состав
В состав 3М-47 входят:
- Поворотная пусковая установка, на которой размещены:
  - до 8 ракет типа 9М39 «Игла» — в модификациях «Гибка» и «Гибка-Р»[1][3],
  - до 4 ракет:
    - типов 9М120-1 и 9М342 «Игла-С» — в модификации «Гибка-М5»[2],
    - типа 9М120-1 — в модификации «Гибка-М6»[2],
    - типа 9М336 «Верба» или 9М342 «Игла-С» — в комплексе управляемого вооружения БМО ЗРК «Гибка-С»[4];
    - комплекс управляемого вооружения 3М47-03 «Гибка», укомплектованный КАМ «Стрелец» с двумя ЗУР «Игла-С» и КУВ «Атака-Т» с двумя УР типа 9М120-1 с ЛЛКУ, принят на вооружение в составе пограничного сторожевого корабля проекта 22460 (https://portnews.ru/news/322049/).
- Оптико-электронная система обнаружения;
- Система управления и отображения информации.

### Модификации
Модификации «Гибка-М5» и «Гибка-М6» предназначены для поражения воздушных низколетящих со скоростями до 400 м/с целей днём и ночью, надводных малотоннажных целей, движущихся и неподвижных современных и перспективных танков, других бронированных (БМП, БТР) и малоразмерных целей (типа ДОТ, ДЗОТ), фортификационных сооружений, живой силы в укрытиях и на открытых площадках.
На основе КУВ «Гибка» создан комплекс управляемого вооружения боевой машины отделения стрелков-зенитчиков (БМО) из состава мобильного ЗРК «Гибка-С», базирующегося на шасси бронеавтомобиля «Тигр», с возможностью применения зенитных управляемых ракет типа «Верба» или «Игла-С». Эфективен на скорости 30 км/ч.

## Эксплуатация

### Современное состояние
Пусковая установка «Гибка» установлена:
- на малых артиллерийских кораблях проекта 21630 «Буян» — по 1 ПУ;
- на малых ракетных кораблях проекта 21631 «Буян-М» — по 2 ПУ;
- на большом противолодочном корабле «Вице-адмирал Кулаков» установлен комплекс «Гибка-Р» разработки и изготовления ОАО «РАТЕП» — 1 ПУ;
- на патрульном корабле «Расул Гамзатов» (проекта 22460 «Охотник») — 1 ПУ.

### Перспективы
Заинтересованность в 3М-47 выразили представители оборонных ведомств КНР, Ливии, ОАЭ, Норвегии, Бразилии, Турции, Дании, Вьетнама, Ирана, Северной Кореи и других.